# Sport pożarniczy
Sport Pożarniczy – dyscyplina sportu uprawiana przez strażaków Państwowej Straży Pożarnej, jak również członków Ochotniczych Straży Pożarnych. Konkurencje sportu pożarniczego rozgrywane są indywidualnie, jak również drużynowo. Od 1981 roku w Polsce odbywają się oficjalne Mistrzostwa Polski w tej konkurencji. Odbywają się także oficjalne Mistrzostwa Świata i Europy. Wcześniej bo od 1973 roku dyscyplina ta została wprowadzona do Międzynarodowych Zawodów Straży Pożarnych CTIF (nazywanych również Olimpiadą Pożarniczą), gdzie zawody odbywają się w cyklu 4-letnim.
W 1989 roku w Warszawie na stadionie Gwardii odbywały się IX Międzynarodowe Zawody Straży Pożarnych, w tym zawody w Sporcie Pożarniczym (niefortunnie nazwane przez redaktora w Dzienniku Telewizyjnym – Mistrzostwami Świata).

## Konkurencje
- wspinanie przy użyciu drabiny hakowej do 3 piętra wspinalni
- pożarniczy tor przeszkód 100 m
- sztafeta pożarnicza 4 x 100 m
- pożarnicze ćwiczenie bojowe

## Mistrzostwa Świata i Europy
Mistrzostwa Świata
I - rok 2002 - Moskwa (Rosja)
II - rok 2004 - Mińsk (Białoruś)
III - rok 2006 - Teheran (Iran)
IV - rok 2008 - Sofia (Bułgaria)
V - rok 2009 - Ufa (Rosja)
VI - rok 2010 - Donieck (Ukraina)
VII - rok 2011 - Cottbus (Niemcy)
VIII - rok 2012 - Antalya (Turcja)
IX - rok 2013 - Jinju (Korea Południowa)
X - rok 2014 - Ałmaty (Kazachstan)
XI - rok 2015 - Sankt Petersburg (Rosja)
XII - rok 2016 - Izmir (Turcja)
XIII - rok 2017 - Ostrawa (Czechy)
XIV - rok 2018 - Bańska Bystrzyca (Słowacja)
XV - rok 2019 - Saratów (Rosja)
Mistrzostwa Europy
I - 2003 - Petersburg (Rosja)
II - 2005 - Ostrava (Czechy)
III - 2007 - Ostrava (Czechy)